# Litany
Litany (englisch für „Litanei“) ist das sechste Studioalbum der polnischen Death-Metal-Band Vader und das erste Album der Band bei Metal Blade Records.

## Hintergrund
Produziert wurde Litany im Red Studio in der polnischen Stadt Gdynia von Piotr Wiwczarek und Adam Toczko. Das Cover wurde vom polnischen Künstler Jacek Wiśniewski entworfen. Der Erscheinungstermin war der 30. März 2000. Zum Lied Cold Demons wurde ein Musikvideo gedreht. Das Album wurde nach seiner Veröffentlichung mit über 250 Konzerten in Europa, Japan und erstmals als Headliner in den USA beworben.

## Titelliste
1. Wings – 3:10
2. The One Made of Dreams – 1:49
3. Xeper – 4:01
4. Litany – 3:02
5. Cold Demons – 3:12
6. The Calling – 3:11
7. North – 1:37
8. Forwards To Die – 1:38
9. A World of Hurt – 1:52
10. The World Made Flesh – 2:48
11. The Final Massacre – 4:29